# Hydatius von Emerita
Hydatius von Emerita († vor 392) war ein spätantiker Bischof von Emerita Augusta (heute: Mérida) im Südwesten Spaniens.
Gemeinsam mit Ithacius von Ossonoba war er ein führender Gegner Priscillians und seiner Anhänger. Er verklagte die Priscillianisten bei Damasus I. und 380 vor der Synode von Saragossa. Gegen den Widerstand des eigenen Klerus erreichte er durch Kaiser Gratian ein Reskript gegen sie und veranlasste 385 unter Kaiser Magnus Maximus, nachdem er Priscillian auf der Synode von Trier der Zauberei und des Manichäismus angeklagt hatte, dessen Hinrichtung. Wegen dieses Vorgehens wurde er 389 unter Druck gesetzt, seine Bischofswürde freiwillig niederzulegen. Später bemühte er sich, sie wieder zu erlangen.